# 李春燕 (政治人物)
李春燕（1956年—），女，汉族，江西南昌人，中华人民共和国政治人物，中国共产党党员，第十二届全国人民代表大会江西地区代表。

## 生平
李春燕毕业于中央党校世界经济学专业。2013年，担任全国人大代表。